# Parlementaire enquête naar de accijns op zout

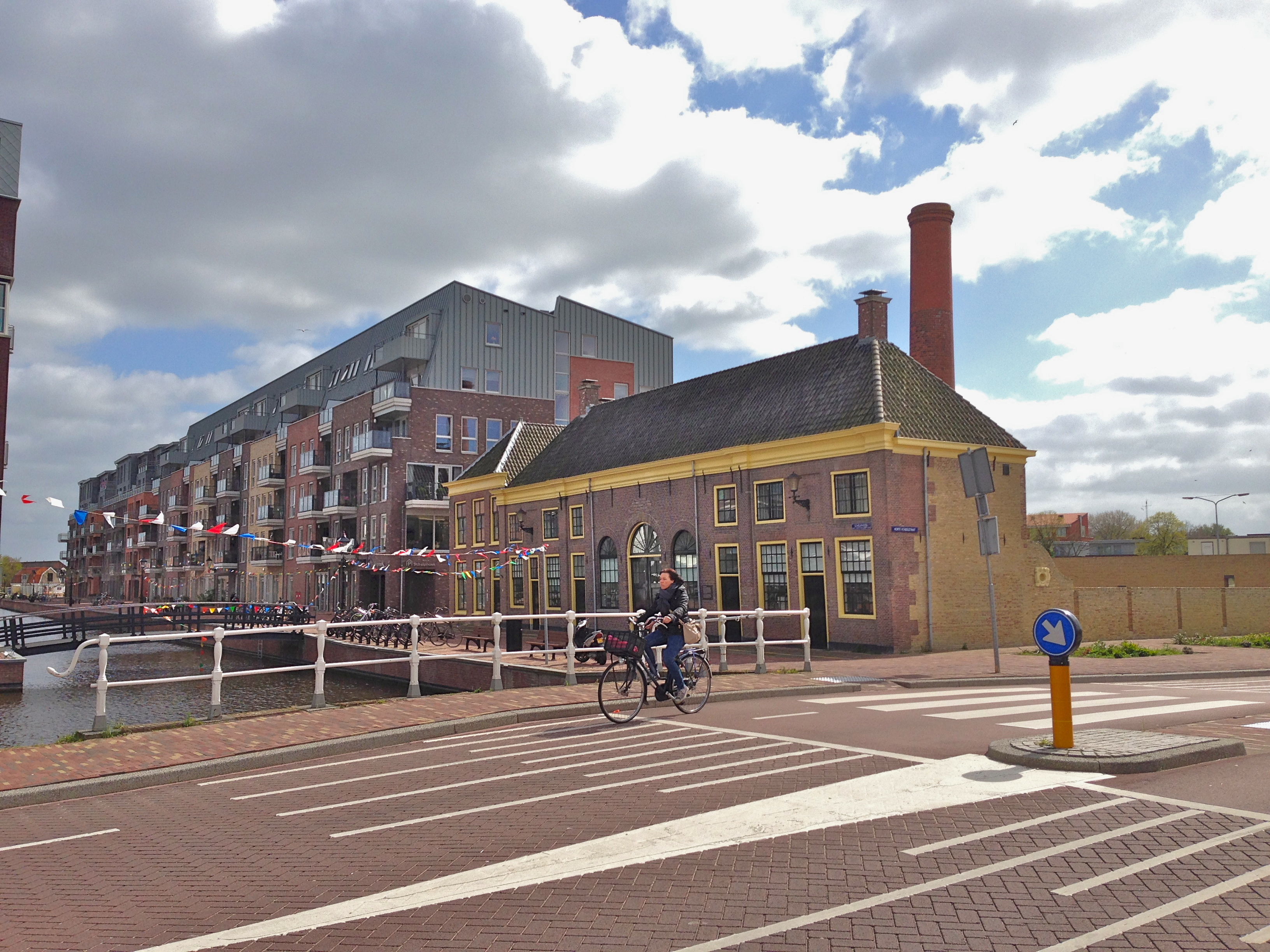
De voormalige zoutziederij De Eendragt in Alkmaar

De Parlementaire enquête naar de accijns op zout was in november 1852 de eerste enquête waartoe door de Tweede Kamer werd besloten. De enquête was gericht op de vraag of het belasten van zout bij de inslag doelmatig was met het oog op de belangen van de schatkist en de nijverheid. De commissie stond onder leiding van Floris Adriaan van Hall. Doordat in april 1853 de regering de Kamer ontbond en de nieuwe Kamer niet meer tot uitvoering over ging, is het nooit tot een onderzoek laat staan een eindrapport gekomen.

## Toekenning van het recht van onderzoek
De Grondwetsherziening van 1848 zorgde voor grote veranderingen in de bevoegdheden van de Staten-Generaal in het algemeen en de Tweede Kamer in het bijzonder. Zo werden de ministers naar de Staten-Generaal verantwoordelijk voor hun hele beleid, voor het optreden van hun ambtenaren en voor de daden en uitspraken van de Koning. De wetgevende macht van de Tweede Kamer werd versterkt  met het recht van amendement en beide Kamers kregen het inlichtingenrecht, waardoor de ministers verplicht werden antwoord te geven op alle vragen, tenzij het staatsbelang dit onmogelijk zou maken.
De Tweede Kamer kreeg ook de beschikking over het recht van onderzoek (enquête). Oorspronkelijk ging het hierbij niet om de mogelijkheid tot controle op het regeringsbeleid. Het ging in eerste instantie vooral om de mogelijkheid om meer informatie te verkrijgen in relatie tot te behandelen wetsvoorstellen. Het recht van onderzoek (enquête) werd bij afzonderlijke wet geregeld. De Wet op de Parlementaire Enquête werd na een uitvoerige behandeling op 5 augustus 1850 gepubliceerd in het Staatsblad.

## Belasting op zout
Zout wordt al sinds de oudheid gebruikt, vooral voor het conserveren van vlees en vis, waardoor die zonder koeling langer houdbaar bleven. Zout was een schaars en daardoor kostbaar product. Het werd ook al snel gebruikt om er zoutbelasting over te heffen. Dat kon over de invoer, de productie of de verkoop van het zout. In het oude China werd rond 300 V.Chr. het boek Guanzi geschreven, waarin hiervoor al verschillende mogelijkheden worden aangereikt. De Duitse geleerde Matthias Jacob Schleiden stelde in zijn boek Das Salz  dat er directe correlatie was tussen belasting op zout en despoten. Hiervan zijn verschillende voorbeelden in de geschiedenis te vinden. Historische voorbeelden van de belastingheffing op zout zijn:
- De Franse Gabelle
- De belasting op zout in China zoals die door de zoutcommissie tijdens de Tang-dynastie en de Yuan-dynastie ten tijde van Tang and the Mongol Yuan.
- De belasting op zout in India door de Britten

In de Nederlanden werden al in de Middeleeuwen stedelijke accijnzen geheven op zout. Ook in de Unie van Utrecht (1579) wordt de belasting op de import van zout genoemd en vier jaar later, in 1583, werd in Holland de zoutaccijns ingevoerd. Per honderd pond zout werd vier gulden geheven. Ook in het Verenigd Koninkrijk der Nederlanden werd de  Belasting op het zout vastgelegd. Nadat in 1845 de wetgeving was aangepast door middel van het wetsontwerp Verbetering van den accijns op het Zout bleek al in 1852 door de gewijzigde omstandigheden reparatiewetgeving noodzakelijk.

## Problemen bij de zoutzieders
Van de zoutzieders kwamen signalen dat ze dreigden failliet te gaan door de wijziging van de accijnswetgeving, zoals die per 1 juli 1852 was ingevoerd. In dat jaar waren er in Nederland nog 81 zoutziederijen, die deels aan de kust en deels in het binnenland gevestigd waren. Zij betrokken ruw zout uit het buitenland dat zij raffineerden, maar wonnen zelf ook zout, uit zeewater of uit de bodem. De wetgeving van 1852 was ingegeven door de achterblijvende opbrengst van de zoutaccijns. Hoewel duidelijk was dat de productie steeg, bleef de opbrengst steken op een totaalbedrag van 2 miljoen gulden per jaar. Het vermoeden bestond dat de zoutziederijen op twee manieren fraudeerden: door de zoutwinning uit zeewater niet op te geven en door het verzwijgen van een hoger productierendement bij de raffinage tot keukenzout. 
Na ingewonnen technisch advies van de scheikundige prof. Mulder was besloten dat de zoutziederijen voortaan ook over het zout in dat water belasting gingen betalen. Verder moest er tijdens het fabricageproces meer en beter gemeten en gewogen worden. De wetgeving bleek echter te zijn gebaseerd op onjuiste aannamen over het zoutgehalte van het zeewater en bovendien was de uitvoering van de nieuwe regels buitengewoon onpraktisch en eigenlijk niet goed uit te voeren. Verder werden de zoutziederijen aan de kust (in Groningen, Friesland en Zeeland) extra benadeeld en kwamen die daardoor in een onmogelijke concurrentiepositie ten opzichte van de bedrijven in het binnenland.
Het Tweede Kamerlid Philip Johannes Bachiene zorgde ervoor dat de problemen met de belasting op zout op de agenda kwamen. Hij legde aan de Kamer voor, dat sprake was geweest van overhaaste wetgeving en dat het beter zou zijn geweest eerst onderzoek te doen naar de bedrijfsvoering van de zoutziederijen en pas daarna een wet aan te nemen. Op 15 november 1852 vroeg hij om een parlementaire enquête, die de eerste in de geschiedenis zou zijn. Hij werd geholpen door het betoog van minister Pieter Philip van Bosse van Financiën en hoewel de nieuwe accijnswetgeving pas een halfjaar in werking was, lukte het hem een (krappe) meerderheid voor zijn voorstel te krijgen. De Kamer stemde met 26 voor en 25 tegen in met een enquête naar de praktische uitwerking van de herziene wet op de zoutaccijns. De enquête zou per 1 september 1853 gehouden worden. De commissie zou onder voorzitterschap komen van Floris Adriaan van Hall. Ook Bachiene zelf kwam in de commissie.
Nog voor de enquête van start kon gaan besloot Koning Willem III na de Aprilbeweging van 1853 echter het kabinet-Thorbecke I, dat hij te liberaal vond, te ontbinden. Het 'koninklijke kabinet-Van Hall-Donker Curtius trad vervolgens aan op 19 april 1853 met Floris Van Hall als minister-president. Kort na het aantreden, ontbond het kabinet de Tweede Kamer. Na de verkiezingen keerde Bachiene niet terug in de kamer en de enquête ging niet door.

## Enquêtecommissie
De enquêtecommissie was als volgt samengesteld:
- Philip Johannes Bachiene (liberaal)
- Pieter Blussé van Oud-Alblas (liberaal)
- Floris Adriaan van Hall (gematigd liberaal)
- Joannes Antonius Christianus Arnoldus van Nispen van Sevenaer (RK)
- Karel Arnold Poortman (liberaal)